# 光滑蝦屬
光滑蝦屬屬於節肢動物門、恐蝦綱、放射齒目、奇蝦科，底下有兩個物種，分別是狼牙光滑蝦和賓州光滑蝦。

## 發現與命名

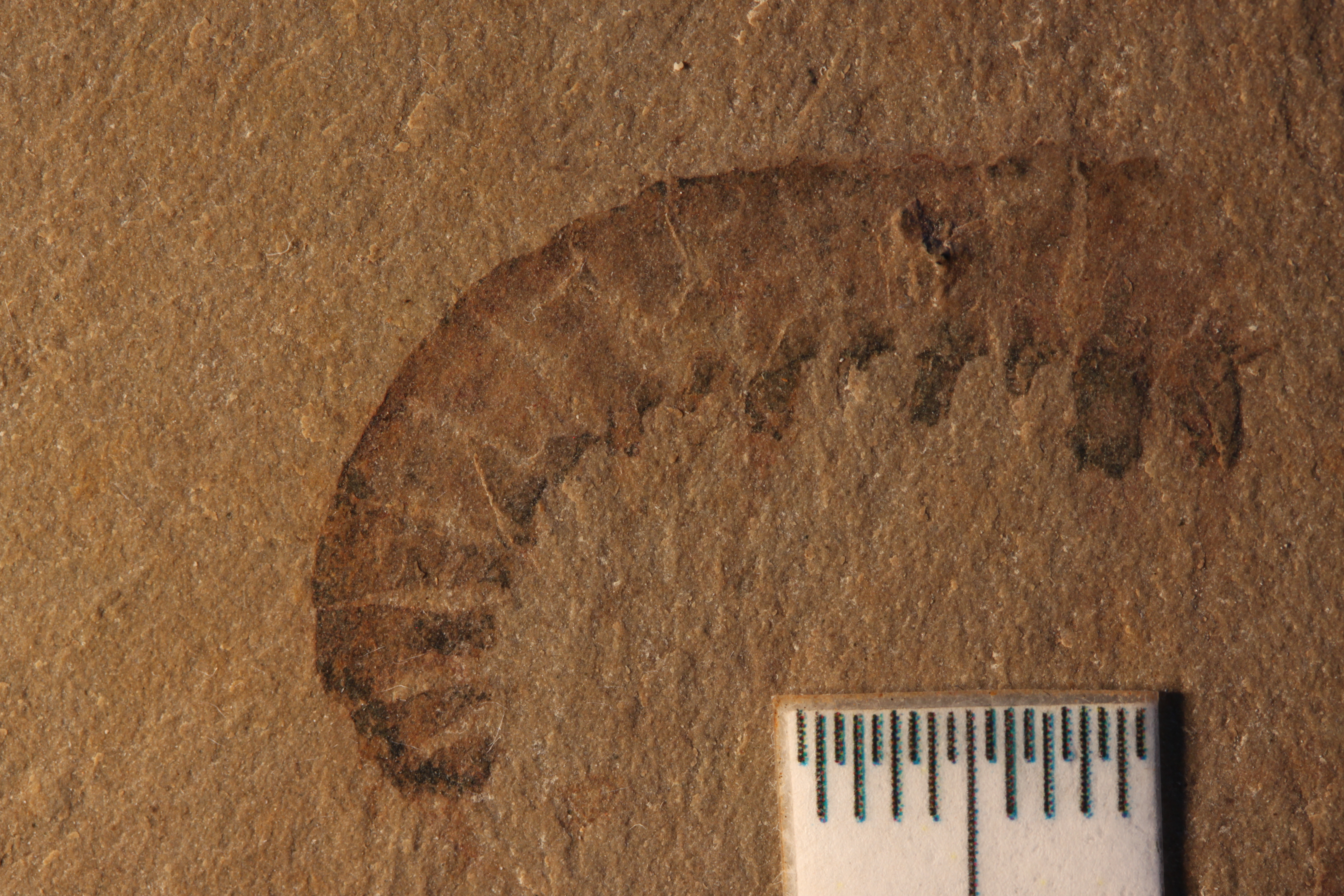
賓州光滑蝦的化石標本照片

賓州光滑蝦的化石產於美國賓夕法尼亞州金澤斯地層（Kinzers Formation），目前僅發現其前附肢的化石；正模標本為編號USNM 80487的標本，副模標本（Paratype）為YPM 10425，另有一塊USNM 255611。狼牙光華蝦的化石出現在中國雲南筇竹寺地層（Chiungchussu Formation）玉案山段（ Yu’anshan Member）的四個階層（section），分別為：尖山（Jianshan）、麻坊（Mafang）、三界子（Sanjiezi）和雲龍寺（Yunlongsi）；正模標本為JS-1081，副模標本為JS-0126AB，還有其他標本：JS-0105AB、JS-0919AB、JS-0931AB、JS-1076AB、JS- 1084、MF-1164AB、YLS-1737AB、YLS-1752AB。
光滑蝦屬的屬名－Lenisicaris，是由拉丁語的「lenis」光滑和「caris」意為螃蟹，為拉丁文的水生節肢動物，恐蝦綱的常用作學名的字尾。狼牙光滑蝦的種小名「lupata」是由拉丁語的「lupus」（狼）和「fanga」（尖銳的牙齒）組成，指的是前附肢（frontal appendage）腹側的刺擁有著光滑表面。賓州光滑蝦種小名「pennsylvanica」是指該物種的發現地。